# Мамба, Саманта
Полина, Саманта Тамания Сигма Анна Сесилия Мамба (англ. Polina Samantha Tamania Sigma Anne Cecilia Mumba; родилась 18 января 1983 года) — ирландская певица и актриса.

## Биография
Саманта Мамба родилась в Новой Зеландии Её отец, авиаинженер Питер Мамба, родом из Замбии, а мать — новозеландка. Саманту в три года родители отдали в театральную школу Billie Barry Stage School. Там она училась 13 лет.

## Карьера
В 1998 году Мамба стала ведущей джазового проекта The Hot Mikado, где сумела продемонстрировать вокальные и актёрские данные. Вскоре Саманта бросила школу, чтобы посвятить себя музыке и записать дебютный альбом, в процессе работы мотаясь между Данией, Швецией, Великобританией и Новой Зеландией.
В 2000 году вышла её первая песня «Gotta Tell You», которая заняла первое место в ирландских чартах и второе в английских. Вскоре Мамба обрела популярность в США. Её альбом Baby Come On Over был продан тиражом четыре миллиона копий.
В 2001 году, в Рождество, вышел проект Samantha Sings Christmas. В 2002 году Мамба записала очередной сингл, «I’m Right Here».
17 января 2008 года Саманта Мамба появилась на телевидении, сначала в шоу Loose Women, после — в проекте Dancing On Ice.
Саманта снимается в кино и периодически появляется на страницах модных журналов.

## Личная жизнь
С 24 февраля 2012 года Саманта замужем за полицейским Торрэем Скэйлсом. У супругов есть дочь — Сейдж Скэйлс (род.03.03.2015).
10 февраля 2015 года, будучи на 37-й неделе беременности, Саманта попала в автокатастрофу[прояснить].

## Фильмография
| Год  |   | Русское название      | Оригинальное название | Роль     |
| ---- | - | --------------------- | --------------------- | -------- |
| 2002 | ф | Машина времени        | Time Machine          | Мара     |
| 2005 | ф |                       | Spin the Bottle       |          |
| 2005 | ф | Джонни Динамит        | Johnny Was            | Рита     |
| 2005 | ф | Мальчики едят девочек | Boy Eats Girl         | Джессика |
| 2006 | ф | Пригвождённый         | Nailed                | Сапфир   |
| 2009 | ф |                       | 3 Crosses             |          |
| 2011 | в | Крест                 | Cross                 | Ишка     |